# النظام الغذائي واضطراب نقص الانتباه مع فرط النشاط
يشتبه في أن النظام الغذائي بالنسبة لبعض الأطفال يلعب دورًا في الأعراض السلوكية والمعرفية المتعددة لاضطراب فرط الحركة ونقص الانتباه (ADHD)  وقد ركزت المخاوف على المضافات الغذائية، وتنظيم نسبة السكر في الدم، والحساسية الغذائية وعدم تحمل بعض الأغذية، ونقص الفيتامينات والمعادن والأحماض الدهنية.

## تلوين الطعام والمواد المضافة له
منذ سبعينيات القرن الماضي ودعوة بنيامين فينغولد التي حظيت بتغطية إعلامية واسعة، كان هناك قلق عام من أن تلوين الطعام قد يسبب سلوكًا شبيهًا باضطراب فرط الحركة ونقص الانتباه لدى الأطفال. وقد أدت هذه المخاوف إلى قيام إدارة الأغذية والأدوية وغيرها من هيئات سلامة الأغذية بمراجعة الأدبيات العلمية بانتظام، وقادت هيئة الخدمات المالية في المملكة المتحدة دراسة قام بها باحثون في جامعة ساوثامبتون لمعرفة تأثير خليط من ستة أصباغ غذائية  (Tartrazine، Allura Red، Ponceau 4R، Quinoline Yellow WS، Sunset Yellow and Carmoisine (يطلق عليها "Southampton 6")) وبنزوات الصوديوم (مادة حافظة) على الأطفال، الذين تناولوا هذه الأصباغ من خلال في المشروبات؛ ولقد تم نشر الدراسة في عام 2007. ووجدت الدراسة «صلة محتملة بين استهلاك هذه الألوان الاصطناعية ومادة بنزوات الصوديوم وزيادة النشاط المفرط» لدى الأطفال؛ كما حددت اللجنة الاستشارية لإدارة الأغذية والأدوية التي قيمت الدراسة أن «بسبب القيود الخاصة بالدراسة، لا يمكن تعميم نتائجها، وأوصت بإجراء المزيد من الاختبارات»
يتطلب المجتمع التنظيمي الأوروبي وضع العلامات وتقليل المدخول اليومي المقبول  لألوان الطعام بشكل مؤقت مع التركيز بشكل أقوى على المبدأ التحوطي؛ ودعت هيئة الخدمات المالية في المملكة المتحدة إلى الانسحاب الطوعي للألوان من قبل الشركات المصنعة للأغذية. ومع ذلك، في عام 2009 قامت الهيئة الأوروبية للرقابة المالية بإعادة تقييم البيانات التي لديها وحددت أن «الأدلة العلمية المتاحة لا تثبت وجود صلة بين إضافات الألوان والآثار السلوكية» لأي من الأصباغ.
لم تقم إدارة الغذاء والدواء الأمريكية بإجراء أي تغييرات بعد نشر دراسة ساوثامبتون، ولكن بعد تقديم التماس من قبل مركز العلوم في المصلحة العامة في عام 2008، طالبت إدارة الأغذية والأدوية بحظر العديد من الإضافات الغذائية، وبدأت إدارة الأغذية والأدوية مراجعة للأدلة المتوفرة، ولم تقم بأي تغييرات.
لا يوجد دليل يدعم ادعاءات واسعة بأن ألوان الطعام تسبب عدم تحمل الطعام والسلوك الشبيه باضطراب فرط الحركة ونقص الانتباه لدى الأطفال. ومن الممكن أن تكون بعض ألوان الطعام بمثابة محفز لأولئك الذين لديهم استعداد جيني، ولكن الدليل ضعيف.

## تنظيم السكر
وقد وجدت عدد من الدراسات أن السكروز (السكر) ليس له تأثير على السلوك وعلى وجه الخصوص لا يؤدي إلى تفاقم الأعراض للأطفال الذين يعانون من اضطراب فرط الحركة ونقص الانتباه.
لقد أظهرت إحدى الدراسات تأثير الآثار المتوقعة في تصورات الوالدين عن فرط نشاط أطفالهم بعد تناول السكر. في هذه الدراسة، كان الأبوان اللذان تم إخبارهم  أن طفلهما قد تناولا نسبة عالية من السكر في شكل مشروب (على الرغم من أن المشروب كان مسكرًا بفعل الأسبارتام)، أبلغا أن طفلهما أصبحا أكثر نشاطًا وشرودًا ومقاومًا لمطالب الوالدين. كان هذا بالمقارنة مع المجموعة التي تم التصريح لها (بدقة) أن أطفالهم لم يتناولوا السكر.

## أحماض أوميجا -3  الدهنية
تقترح بعض الأبحاث أن الأطفال المصابين باضطراب فرط الحركة ونقص الانتباه لديهم انخفاض في نسبة أحماض أوميجا -3 الدهنية الأساسية في الدم. ومع ذلك، فإنه من غير المعروف ما إذا كان انخفاض مستويات أحماض أوميجا -3 الدهنية  في الدم من الممكن أن يسبب أو يزيد من اضطراب فرط الحركة ونقص الانتباه أو ما إذا كانت انخفاض مستويات أحماض أوميجا -3 الدهنية في الدم مرتبطة باضطراب فرط الحركة ونقص الانتباه بسبب آلية الكامنة.
يبدو أن زيوت السمك تقلل الأعراض المرتبطة باضطراب فرط الحركة ونقص الانتباه لدى بعض الأطفال. وقد أظهرت دراسة أن «هناك تأثيرات علاجية متوسطة إلى قوية خاصة بأحماض أوميجا -3 الدهنية على أعراض اضطراب فرط الحركة ونقص الانتباه» بعد تناول حوالي جرام واحد لمدة ثلاثة إلى ستة أشهر. وأظهرت دراسات أخرى عديدة آثارًا مماثلة، وخاصة  التي درست تأثير أحماض أوميجا -3 الدهنية مع الزنك والمغنيسيوم.
و لقد وجدت دراسة حديثة بعد أن درست تأثير أوميجا 3 في نموذج حيواني من اضطراب فرط الحركة ونقص الانتباه  تغييرات خاصة بكل جنس في جميع أعراض اضطراب فرط الحركة ونقص الانتباه. وعلى الرغم من أنه موثق بشكل متزايد في الدراسات السريرية أن أحماض أوميجا 3 الدهنية توفر طريقة آمنة لعلاج اضطراب فرط الحركة ونقص الانتباه ولكن أعراضه قد تتفاعل آلية  مع العديد من العوامل الأخرى مثل النوع